# シラ・ソハナ・ファトー・ジャ
シラ・ソハナ・ファトー・ジャ（Sylla Sokhana Fatou Dia、1997年6月4日 - ）は、セネガルの女子バスケットボール選手である。ポジションはセンター。Wリーグのデンソーアイリス所属。

## 来歴
中学までセネガルで過ごしたのち、開志国際高校に留学。白鷗大学卒業。
2021年1月、アーリーエントリーでトヨタ自動車アンテロープスに加入。
同年、バスケットボール女子セネガル代表に選出され、アフリカ選手権に出場。